# Bill Maynard
Walter Frederick George Williams (født 8. oktober 1928, død 30. marts 2018), bedre kendt under sit professionelle navn Bill Maynard, var en engelsk komiker og skuespiller. Han blev sent i sin karriere kendt som den uheldige fidusmager Claude Greengrass i serien Små og store synder, en rolle som han spillede fra 1992 til 2000.